# Nemanja Belić
Nemanja Belić (in serbo Немања Белић?; Belgrado, 24 aprile 1987) è un calciatore serbo, portiere del Dubočica Leskovac.

## Carriera
L'8 agosto 2017 viene acquistato a titolo definitivo dalla squadra serba del Čukarički.